# Geoffrey Scott
Geoffrey Scott (Hampstead, 11 giugno 1884 – New York, 14 agosto 1929) è stato uno storico dell'architettura e poeta inglese.
Nel 1907, dopo aver compiuto gli studi a Oxford, si trasferì a Firenze. Qui incominciò a studiare architettura e a lavorare come bibliotecario. 
Dal 1909 entrò a far parte della cerchia di Bernard Berenson. Da questi venne incaricato, assieme a Cecil Pinsent, con il quale era arrivato a Firenze e aveva formato una società di progettazione, di ridisegnare e rifare il giardino e la villa I Tatti a Fiesole. Il lavoro gli aprì la strada per altri progetti di giardini, tra cui quelli di Villa Le Balze tra il 1911 e il 1913.
Nel 1914 Scott pubblicò il suo volume più noto, L'architettura dell'umanesimo (in inglese The Architecture of Humanism: A Study in the History of Taste),  in cui risaltava il carattere della bellezza nell'architettura, in particolare contro le tendenze del goticismo.
Nel 1925 pubblicò la biografia di Isabelle de Charrière (con il titolo di The Portrait of Zelide), mentre nel 1927 si trasferì negli Stati Uniti. 
Morirà all'Istituto Rockefeller di New York poco più tardi, a soli 45 anni. Nel 1931 uscirono, postume, le sue composizioni poetiche.